# Putao (distrikt)
Putao är ett distrikt i Myanmar. Det ligger i delstaten Kachin i den norra delen av landet, 900 km norr om huvudstaden Naypyidaw.

## Geografi
Putao består av fem kommuner (engelska: townships):
| Nr | Kommun       | Folkmängd |
| -- | ------------ | --------- |
| 1  | Putao        | 61 075    |
| 2  | Khaunglanhpu | 11 655    |
| 3  | Machanbaw    | 8 858     |
| 4  | Nawngmun     | 7 123     |
| 5  | Sumprabum    | 2 546     |

Dessutom finns ett sub-township benämnt Pannandin (1 758 invånare 2014) som ingår i Nawngmun Township.

## Demografi
Vid folkräkningen den 29 mars 2014 kunde inte folkräkningen slutföras i områden kontrollerade av Kachin Independence Organization. Den delen av folkmängden i delstaten Kachin som inte kunde räknas beräknades till 46 600 personer. Den räknade folkmängden i Putao utgjorde 91 257 personer, varav 45 366 män (49,71 %) och 45 891 kvinnor (50,29 %). 75,8 % av befolkningen levde på landsbygden och 24,2 % bodde i områden som klassificeras som stadsområden eller urbaniserade av General Administration Department.
Putaos befolkning fördelades på 15 864 hushåll, och genomsnittsstorleken på ett hushåll var 5,6 personer.
- Läs- och skrivkunnighet bland personer 15 år och äldre: 86,7 %
  - Hos män: 90,7 %
  - Hos kvinnor: 83,0 %
- Könsfördelning: 98,9 män per 100 kvinnor.
- Åldersfördelning:
  - 0-14 år: 34 539 (31,58 %)
  - 15-64 år: 52 320 (57,33 %)
  - 65 år och äldre: 4 398 (4,82 %)

Siffror tagna från folkräkningen 2014.